# Edwin Simic
Edwin Simic (* 21. März 1934 in Wien; † 25. Februar 2012 ebenda) war ein österreichischer Radrennfahrer und nationaler Meister im Radsport.

## Sportliche Laufbahn
Simic gewann 1955 eine Etappe der Österreich-Rundfahrt. Er beendete die Rundfahrt beim Sieg von Lars Nordvall auf dem 22. Rang der Gesamtwertung. Die Österreich-Rundfahrt fuhr er insgesamt dreimal. 1954 und 1955 siegte er in der nationalen Meisterschaft im Mannschaftszeitfahren. 1955 gewann er bei den Meisterschaften im Bahnradsport das Punktefahren. 1958 wurde er Meister im Tandemrennen. 1956 und 1957 war er jeweils Vize-Meister in der Einerverfolgung geworden.
Im Sommer 1957 stellte er in Zürich Amateur-Weltrekorde über 10 Kilometer, 20 Kilometer und eine Stunde auf. 1956 und 1958 bestritt er die Internationale Friedensfahrt, konnte aber beide Etappenrennen nicht beenden.  1959 und 1960 fuhr er als Berufsfahrer und bestritt auch Steherrennen.

## Berufliches
Edwin Simic betrieb nach seiner aktiven Laufbahn ein Restaurant und einen Freizeitbetrieb mit Kinderfahrgeschäften im Wiener Prater, wo er auch lebte.